# Toloha
Toloha ist ein Verwaltungsbezirk (Ward) des Distrikts Mwanga in der tansanischen Region Kilimandscharo.

## Geografie
Toloha liegt im Nordosten von Tansania an der Grenze zu Kenia. Der Großteil des Bezirks liegt auf einer Ebene in rund 800 Meter Seehöhe, nach Südwesten steigt das Land zum Pare-Gebirge auf 1400 Meter an.
Der Bezirk grenzt im Nordosten an Kenia, im Südosten an Kisiwani, im Süden an Vumari und im Westen an Mgagao, Kwakoa und Kigonigoni.
Bei der Volkszählung 2022 lebten 3904 Menschen in 890 Haushalten auf einer Fläche von 279 Quadratkilometern.

## Gliederung
Der Bezirk besteht aus drei Gemeinden (Mtaa) mit sechs Orten (Kitongoji):
| Gongoni - Gongoni A - Gongoni B | Karamba/ Ndea - Karamba - Ndea | Simu/ Kizungo - Simu - Kizungo |

## Wirtschaft und Infrastruktur
- Landwirtschaft: Die Bevölkerung lebt hauptsächlich von kleinbäuerlicher Landwirtschaft und Viehzucht. Wegen des heißen Klimas sind die Erträge von den Niederschlägen abhängig. Der Regen fällt in zwei Regenzeiten. Von Oktober bis Dezember bringt der Nord-Monsun „Kazkazi“ die kleine Regenzeit, von März bis Ende Mai bringt der Südost-Monsun „Kuzi“ den größten Teil der Niederschläge.[8]
- Gesundheit: Im Bezirk gibt es zwei staatliche Apotheken, eine in Gongoni[9] und eine in Karamba.[10]

## Sonstiges
Der Verein „Toloha Partnership“ in Runkel unterstützt seit 2014 gemeinsam mit der namensgleichen Organisation in Kinston, North Carolina in den USA die Bevölkerung von Toloha beim Bau und bei der Erhaltung von Wasser- und Energie-Versorgungssystemen, Schulen und Krankenstationen.